# Monroe Henry Kulp

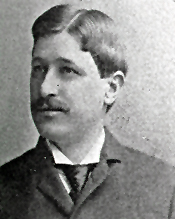
Monroe Henry Kulp (1896)

Monroe Henry Kulp (* 23. Oktober 1858 in Barto, Berks County, Pennsylvania; † 19. Oktober 1911 in Shamokin, Pennsylvania) war ein US-amerikanischer Politiker. Zwischen 1895 und 1899 vertrat er den Bundesstaat Pennsylvania im US-Repräsentantenhaus.

## Werdegang
Monroe Kulp besuchte die öffentlichen Schulen in Shamokin und danach das State Normal College in Lebanon (Ohio). Er beendete seine Ausbildung am Eastman Business College in Poughkeepsie (New York). Danach arbeitete er in Shamokin im Holzgeschäft, in der Herstellung von Ziegelsteinen und in der Kühleisproduktion. Politisch war er Mitglied der Republikanischen Partei.
Bei den Kongresswahlen des Jahres 1894 wurde Kulp im 17. Wahlbezirk von Pennsylvania in das US-Repräsentantenhaus in Washington, D.C. gewählt, wo er am 4. März 1895 die Nachfolge des Demokraten Simon Peter Wolverton antrat. Nach einer Wiederwahl konnte er bis zum 3. März 1899 zwei Legislaturperioden im Kongress absolvieren. In diese Zeit fiel der Spanisch-Amerikanische Krieg von 1898. Im Jahr 1898 wurde Kulp von seiner Partei nicht mehr zur Wiederwahl nominiert.
Nach dem Ende seiner Zeit im US-Repräsentantenhaus arbeitete er wieder in der Holzindustrie. Außerdem war er noch in verschiedenen anderen Branchen tätig. Im Juni 1900 nahm er als Delegierter an der Republican National Convention in Philadelphia teil, auf der Präsident William McKinley zur Wiederwahl nominiert wurde. Monroe Kulp starb am 19. Oktober 1911 in Shamokin, wo er auch beigesetzt wurde.